# Prosopochoeta fidelis
Prosopochoeta fidelis är en tvåvingeart som först beskrevs av Henry J. Reinhard 1967.  Prosopochoeta fidelis ingår i släktet Prosopochoeta och familjen parasitflugor.
Artens utbredningsområde är Peru. Inga underarter finns listade i Catalogue of Life.